# Jean Haraldsson
Pour les articles homonymes, voir Haraldsson.
Jean ou Jón Haraldsson (né vers 1180, assassiné à Thurso en 1231).  Jarl des Orcades et comte de Caithness de 1206 à 1231.

## Biographie
Jean ou Jón Haraldsson est le troisième fils du Jarl Harald Maddadsson et de sa seconde épouse Hvarflod (parfois nommée Gormflaith), fille du comte Malcolm de Moray. Il succède à son père conjointement avec son frère aîné David Haraldsson et demeure seul Jarl après la disparition prématurée à la suite d’une maladie de ce dernier en 1214.
La principauté des Orcades vivait désormais sous la double suzeraineté de la Norvège qui avait été fortement réaffirmée par le roi Sverre de Norvège  avec la  nomination d’un gouverneur royal à la suite de la conspiration des «  Øyskjegger  » (i.e des Insulaires)  et  du royaume d’Écosse pour le comté de Caithness .
En 1210  les Jarls  Jón  et  Harald  doivent se rendre à Bergen en Norvège et faire allégeance au roi Inge II de Norvège provisoire vainqueur de la guerre civile.
En 1222 les hommes libres du Caithness se soulèvent contre les pratiques  fiscales jugées tyranniques de l’évêque Adam  qui  est brûlé vif dans sa résidence d’Halkirk. Le roi Alexandre II d'Écosse suzerain de la province réagit  brutalement, il ordonne que 80 hommes ayant participé au crime aient les mains et les pieds coupés, leurs fils sont châtrés et leurs épouses bannies.  Il inflige de plus une forte amende au Jarl à qui il reproche de ne pas avoir porté secours à l’évêque et lui reprend  une partie de ses domaines en  Écosse
Les Orcadiens poursuivaient  leurs pratiques de piratage en 1224.  Jón  est présent  en Norvège  pour s’en expliquer. Il doit y laisser comme otage son fils Harald le dernier héritier direct des Orcades qui meurt noyé deux ans plus tard  en 1226 selon les Annales islandaises. En 1230 dans le contexte du renouveau de la politique extérieure du roi 
Håkon IV de Norvège il doit soutenir l'expédition d’Uspak Haakon et d’Olaf II de Man aux Hébrides.
En 1231 Snaekoll Gunnasson, un héritier du Jarl Rognvald Kali Kolsson, réclame le rétablissement d’un partage des îles. Jón  se fait l’ennemi du gouverneur royal norvégien Hanefr Ungi, qui était par ailleurs le cousin de Snaekoll. Hanefr croyant prévenir une attaque du Jarl le fait assassiner pendant les négociations dans une cave à Thurso à l’automne 1231 à l’âge d’environ 50 ans 
Indigné par ce crime, les compagnons du Jarl, après une tentative de vengeance, décident de porter l’affaire devant le roi Håkon IV de Norvège au printemps 1232. Les principaux responsables du meurtre, Hanefr et Snaekoll, ne sont pas punis du fait de leurs relations à la cour. Les partisans du Jarl s’en retournent aux Orcades dans un seul navire qui fait naufrage, ce qui provoque la disparition brutale de l’élite orcadienne

## Postérité
Jón avait eu d’une épouse inconnue un fils Harald mort noyé en 1226. La vieille dynastie des Jarl des Orcades étant désormais éteinte, le roi de Norvège donne l’investiture pour l’archipel à Magnus de la famille des mormaer  d’Angus dont la mère Ingiborg était une sœur du Jarl  Harald Ericksson  et qui meurt dès 1239.